# Christoph Rode
Christoph Rode (* 6. Oktober 1984 in Berlin) ist ein deutscher Maler und Grafiker.

## Leben
Christoph Rode verlebte seine Kindheit im brandenburgischen Raum. Von 2002 bis 2004 absolvierte er eine Ausbildung zum Grafikdesigner.
2004 zog er zurück in seine Heimatstadt Berlin und ist dort als Maler, Grafikdesigner und Illustrator tätig.
Von 2007 bis 2010 absolvierte er ein Studium des Grafikdesigns an der University of Management and Communication.

## Künstlerisches Wirken
Diverse Gruppenausstellungen von 2009 bis 2015 in Berlin markierten den Beginn der öffentlichen Wahrnehmung von Rodes Werk. Seither hat er an zahlreichen Ausstellungen im In- und Ausland teilgenommen.
Internationale Aufmerksamkeit erhielt Rode im Jahr 2019 durch die Gruppenausstellung „Bittersüß“ zusammen mit dem deutschen Maler Benjamin Burkard in der James Wright Gallery, Los Angeles, USA.
Rodes Bildwelt zeigt Interieur und Figuren in sich überlappenden Räumen und Zeiten. Durch die Verwendung gefundener und veränderter Bilder entfernt Rode das Element der Zeit, sodass unbenannte Charaktere und Motive auf seiner Bühne aufeinander treffen können. Die Kommunikation zwischen diesen visuellen Statisten erfolgt nur durch Körpergestikulation und bietet einen offenen Dialog mit unzähligen Interpretationen. Typischerweise sind die menschlichen Figuren in seinen Werken ohne Köpfe abgebildet.

## Einzelausstellungen (Auswahl)
- 2020 Leipzig, Uhlig Gallery „Fraktur und Segment“
- 2020 Berlin, Gasag Showroom „Inszenierung trifft Zufall“
- 2019 Aachen, Galerie Freitag 18.30 „Paradies Paradies“
- 2018 Leipzig, Jahn Galerie „Sollbruchstelle Zartbitter“
- 2018 Kiel, Galerie Brennwald „neue Anomalie in alten Furchen“
- 2016 Berlin, AMgallery Berlin „Zirkus Maximus“
- 2014 Berlin, Art und Weise Berlin „Zirkus Maximus“
- 2013 Berlin, Art und Weise Berlin, „Und ich mag doch meinen Rummel“
- 2011 Berlin, Galerie Studio 54, Serie „Humanoid“
- 2010 Berlin, Galerie Studio 54, Serie „Mensch im Licht“
- 2009 Berlin, Sanatorium, Serie „Rooms“

## Gruppenausstellungen (Auswahl)
- 2020 Leipzig, Uhlig Gallery „Perceptive Signatures“
- 2020 Düsseldorf, von Fraunberg Gallery „Sichtung“
- 2019 Vienna (AT), Galerie Gans „Groupshow“
- 2019 Aachen, Galerie Freitag 18.30 „Paradies Paradies“
- 2019 Los Angeles (USA), James Wright Gallery „Bittersüß“
- 2019 Saarbrücken, Galerie Neuheisel „Runde 1“
- 2018 Leipzig, Jahn Galerie „Massenabfertigung“
- 2018 Kiel, Galerie Brennwald „neue Anomalie in alten Furchen“
- 2018 Vienna (AT), Galerie Gans „Sicht- und Denkweise“
- 2017 Völklingen/Saarbrücken (UNESCO Welt Kulturerbe), „UrbanArt Biennale 2017“
- 2017 Berlin, Alte Münze „What the Weekend is Gallery 2“
- 2017 Dornbirn(AT), Uhlig Gallery „Art Bodensee 2017“
- 2016 Berlin, Urban Spree Gallery „What the Weekend is Gallery“
- 2016 Leipzig, 4th ArtWalk „The Sound of Urban Mirrors“
- 2016 Leipzig, CITY CRASH 7 „Urbanes Festival für Kunst und Kultur“
- 2015 Halle, Galerie am Domplatz "Artist for Refugees”
- 2014 Berlin, Museum für Kommunikation Berlin, Future Voice „for Kids with Love“
- 2013 Berlin, Art und Weise Berlin „Und ich mag doch meinen Rummel“
- 2012 Nürnberg, BBK Nürnberg „Große Kunstausstellung 2012“
- 2011 Dresden, altes Wettbüro und Teplice/Bozak Club „Optische Anstalt 1“
- 2010 Berlin, Galerie Studio 54